# Tarenna odorata
Tarenna odorata är en måreväxtart som först beskrevs av William Roxburgh, och fick sitt nu gällande namn av Benjamin Lincoln Robinson. Tarenna odorata ingår i släktet Tarenna och familjen måreväxter. Inga underarter finns listade i Catalogue of Life.